# Дейли Мирър
„Дейли Мирър“ (на английски: The Daily Mirror) е британски таблоид, основан през 1903 г. от лорд Ротермир (Харолд Хармсворд). Тиражът на вестника е 1 170 541 броя на ден през юни 2011 г.

## Факти
- Daily Mirror е замислен като вестник за жените, издаван от жени, и е трябвало да отразява животът на жената.[2]
- Първият брой на вестника е струвал 1 пени.[3]
- През 1904 поради ниското ниво на продажби профилът на фестника е изменен и всички жени журналисти са били уволнени.[4]
- През 1919 г. тиражът на отделните издания на вестника е надвишавал милионния тираж.[5]
- През Втората Световна война Уинстън Чърчил е заплашил вестника със закриване заради публикуването на политически карикатури.[6]
- От 1968 до 1974 г. Daily Mirror излиза с малотиражно аналитично допълнение Mirrorscope от 4 страници. Допълнението се е печатало в сряда и четвъртък.[7] Проектът обаче не оправдал вложенията и бил закрит.[8]
- Два пъти през своята история (от 1985 до 1987 и от 1997 до 2002 г.) вестникът носи името The Mirror. Именно под това име Daily Mirror е известен на своите читатели.[9]
- Daily Mirror постепенно губи репутация след редица скандали с публикуването на невярна информация.[10][11]
- Първоначалният вариант на вестника става прототип за американския таблоид New York Daily News.

## Sunday Mirror
Sunday Mirror – неделното издание на Daily Mirror. Първият брой излиза през 1915 г. като Sunday Pictorial, получавайки сегашното си име през 1963 г. Тиражът му през февруари 2010 г. е 1 155 975 броя.
Редактор на неделното издание е Тина Уивър.

## Забележки
1. ↑  ABCs: National daily newspaper circulation June 2011 //   guardian.co.uk, 15.07.2011. Посетен на 2011-07-11. (на английски)
2. ↑  Daily Mirror No. 1 (Nov. 2 1903) page 3
3. ↑  Daily Mirror issue 4163, 26 February 1917
4. ↑  Albion (1973) Vol 5, 2 page 150
5. ↑  Daily Mirror issue 4856, May 19, 1919
6. ↑  Connor, Robert, Cassandra: Reflections in a Mirror.Orion Publishing Group, 1969
7. ↑   Подробнее о Mirrorscope, архив на оригинала от 2 август 2009, https://web.archive.org/web/20090802215955/http://www.pressgazette.co.uk/story.asp?sectioncode=1&storycode=27950, посетен на 14 септември 2011
8. ↑   История на пресата на British Journalism Review, архив на оригинала от 1 декември 2008, https://web.archive.org/web/20081201115956/http://www.bjr.org.uk/data/2002/no4_evans.htm, посетен на 14 септември 2011
9. 1 2  "United Newspapers PLC and Fleet Holdings PLC". //  Monopolies and Mergers Commission.    Архивиран от оригинала на 2007-09-28. Посетен на 2022-02-16.
10. ↑  Поддельные фотографии. Уволнение на редактора във връзка със скандала.
11. ↑  Скандалната статия (само заглавието: съдържанието е премахнато от редактора на сайта)
12. ↑  "Daily Mirror and Sunday Mirror to merge: full statement". The Daily Telegraph. London. 30 May 2012. Archived from the original on 11 January 2022. Retrieved 30 May 2012.